# Xojbal
Die turksprachigen Xojbal (deutsch Koibalen; chakassisch Хойбал, ISO-Transliteration Hojbal) sind ein Teil der des heute als Chakassen bezeichneten Bevölkerung in Chakassien (Süd-Sibirien). Wegen ihrer Sprache gehören sie zu den Turkvölkern, unter ihren Vorfahren waren jedoch samojedische Völker wie etwa die Kamassen.